# サンフォード・ゼラー
サンフォード・ゼラー（Sanford Myron Zeller、1885年10月19日 – 1948年11月4日）はアメリカ合衆国の菌類学者である。
ミシガン州のコールドウォーターで生まれた。ウィスコンシン州のローレンス・カレッジで学んだ後、ワシントン大学で1917年に植物学の博士号を取得した。1919年からオレゴン州コーバリスのオレゴン州農業試験場で、植物病理学の研究を行った。1924年から1930年にはアメリカ植物病理学会の発行する学会誌 Phytopathology の副編集長を務めた。
腹菌類を専門とする菌類学者で、多くの菌類の新種の記載を行い、菌類の分類体系の見直しを行った。
ベニタケ科の地下生菌の属名であるZelleromyces Singer & A.H.Sm., 1960やイグチ科の Xerocomellus zelleri (Murrill)
Kolfac, 2011などに献名されている。